# ناصرآباد (شمیرانات)
ناصرآباد از روستاهای دهستان لواسان کوچک در شهرستان شمیرانات استان تهران ایران است و در فاصله ۱۶ کیلومتری از شمال شهر لواسان مرکز بخش لواسانات واقع شده‌است. ۳ هکتار گندمکاری آبی و ۵ هکتار دیم و ۱۰ هکتار باغ و قلمستان دارد، از رودخانه مشروب می‌شود، محصولش گندم و جو و سیب‌زمینی و لوبیا و لبنیات و میوه‌اش سیب و گردو و گیلاس است. شغل اهالی زراعت و گله‌داری است.

## گویش بومی شمیران
دانشنامه ایرانیکا درباب زبان منطقه قصران آورده است که باید به دو بخش باید تقسیم شود . زبان بومیان شمال و شمال شرق منطقه بخش درونی قصران نزدیکی بسیار زیادی به زبان مازندرانی دارد. گویش منطقه جنوبی از اوشان در مرکز تا جیرود و تجریش در جنوب شمیران  گونه ای فارسی-مازندرانی است و ویژگی های زبان‌های حاشیه دریای خزر را دارددر سال های دور آن دسته از بومیان تهران که در محدوده ونک و شمیران سکونت داشتند بدلیل مجاورت با استان مازندران لهجه مازندرانی داشتند . والنتین ژوکوفسکی خاورشناس و زبان شناس روس اواخر قرن ۱۹ میلادی در سفری که به ایران داشت در حوالی شمیران با گویش تجریشی آشنا شده و در آثارش به این گویش اشاره می‌کند؛ گویشی که شباهت بسیاری با گویش مازندرانی دارد .تا امروز در محدوده‌هایی از جمله سرآسیاب دولاب، شاه عبدالعظیم و... هنوز هم افرادی با لهجه شمرانی صحبت کنند؛ لهجه‌ای که ملایم شده گویش مازنی است.

## جمعیت
این روستا در دهستان لواسان کوچک قرار دارد و براساس سرشماری مرکز آمار ایران در سال ۱۳۹۰، جمعیت آن ۱۶۶ نفر (۵۲ خانوار) بوده‌است.

## پیشینه
انیس‌الدوله، سوگلی ناصرالدین‌شاه که خود اهل امامه لواسان بود در ناصرآباد پلی بنا کرد.
اعتمادالسلطنه در روزنامه خاطرات از این آبادی چنین یاد کرده‌است:
«ناصرآباد قریه بزرگی است. حمام و مسجدی دارد. اشجار میوه و سایر اشجار زیاد دارد. خوب واقع شده. طرف مغرب دره است. خانهٔ سید عبد الکریم که حالا سید عبد الکریم خان است و برادر انیس الدوله است اینجاست. مادر انیس‌الدوله به پدر سید عبد الکریم شوهر کرده… و این برادر از شوهر ثانی به عمل‌آمده».